# تشيلسي موسم 2007–08

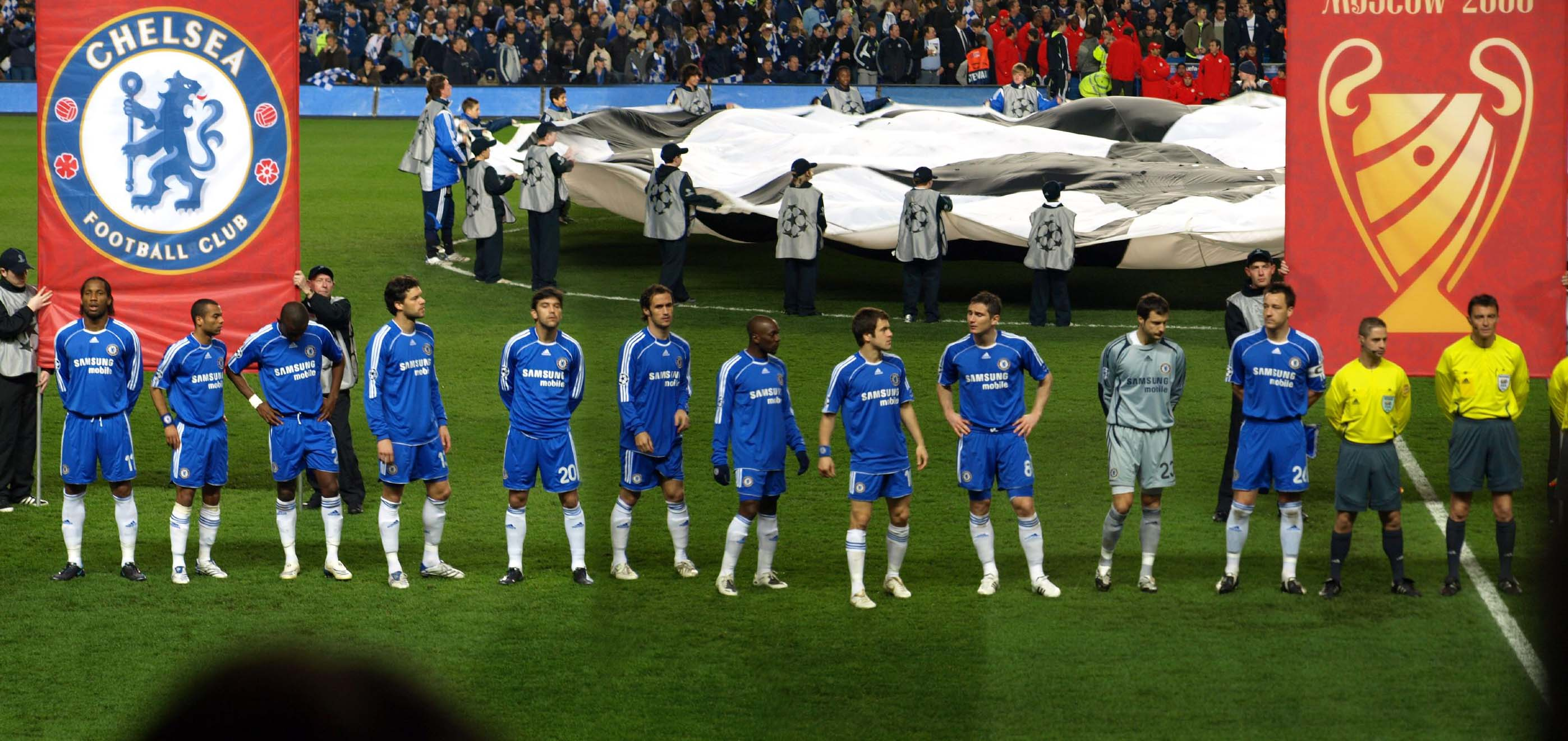
دوري أبطال أوروبا 2007–08

كان موسم 2007–08 هو الموسم التنافسي الـ94 لنادي تشيلسي لكرة القدم، والموسم السادس عشر على التوالي في الدوري الإنجليزي الممتاز، والعام الـ102 كنادي.
تم تحديد موسم الدوري الإنجليزي الممتاز 2007–08 في اليوم الأخير من الموسم، عندما احتاج تشيلسي إلى الفوز على بولتون واندررز ومانشستر يونايتد للتعادل أو الخسارة أمام ويغان أثلتيك. تعادل تشيلسي 1–1 وفاز مانشستر يونايتد 2–0، مما جعل تشيلسي وصيفًا لمانشستر يونايتد للموسم الثاني على التوالي.
خاض تشيلسي نهائي دوري أبطال أوروبا لأول مرة، ضد مانشستر يونايتد، مما جعله أول نهائي إنجليزي خالص في تاريخ المسابقة. وبعد الوقت الإضافي، أصبحت النتيجة 1–1، وانتقلت المباراة إلى ركلات الترجيح. أتيحت الفرصة لقائد تشيلسي جون تيري للفوز باللقب، إلا أنه انزلق عندما سدد الكرة وأخطأها. وفي النهاية فاز مانشستر يونايتد بركلات الترجيح 6–5 بعد أن تصدى أدوين فان در سار لركلة جزاء نفذها نيكولا أنيلكا.
لم يتعرض تشيلسي لأي هزيمة على أرضه طيلة موسم 2007–08. وعلى الرغم من ذلك، كان هذا هو الموسم الأول منذ أربع سنوات الذي أنهى فيه تشيلسي الموسم دون الحصول على أي لقب؛ وأدى الافتقار إلى الألقاب إلى إقالة أفرام جرانت بعد ثلاثة أيام من نهائي دوري أبطال أوروبا.  بعد خمسة أيام، تم إنهاء عقد مساعد مدرب الفريق الأول لتشيلسي، هينك تين كاتي، أيضًا. 